# Данько Олена Яківна
Олена Яківна Данько (нар. 2 січня 1898, с. Парафіївка, нині Ічнянський район, Чернігівська область — пом. лютий 1942) — українська радянська письменниця, поетеса, художниця та акторка. Сестра Наталі Данько.

## Життєпис
Олена Яківна Данько-Олексенко народилася 2 січня 1898 року в селі Парафіївка (нині Ічнянський район, Чернігівська область) в родині революціонерів народовольців, залізничних службовців: Якова Опанасовича та Ольги Йосипівни Данько. Старша зведена сестра скульпторки-керамістки Наталі Данько. Дитинство провела у Москві та Вільно.
Навчалася у Київській рисувальній школі О. Мурашка (1915), студіях І. Машкова та Ф. Рерберга у Москві, Ленінградській Академії Мистецтв (1924–25). 
Учасниця художніх виставок від 1919 року. Її праці експонувалися на Всесвітній виставці у Парижі (1925). 
Працювала художницею з розпису фарфору на Петрогр. фарфор. з-ді (нині С.-Петербург, 1916–24). Розписувала переважно роботи сестри, а також унікальні вироби заводу. 
Від 1924 року працював у ляльковому театрі: лялькаркою та сценаристкою. Відвідувала гурток «неокласиків», товаришувала з Анною Ахматовою. 
Померла у лютому 1942 року на шляху від Ярославля у м. Ірбіт Свердловської області, куди їхала в евакуацію.

## Доробок
Олена Данько є авторкою поетичних збірки «Простые муки», книг: «Ваза Богдыхана», «Иоган Гутенберг» (обидві – Москва; Ленінград, 1925), «Фарфоровая чашечка» (Ленинград, 1925), «Китайский секрет» (Москва; Ленинград, 1929), повісті «Деревянные актеры» (Ленинград, 1931), повісті-казки «Побежденный Карабас» (1941); інсценівок: «Червона Шапочка» (за Ш. Перро, 1919), «Дон Кіхот» (за М. де Сервантесом), «Гуллівер у країні ліліпутів» (за Дж. Свіфтом); вступної статті до каталогу «Государственный фарфоровый завод імені М. В. Ломоносова» (Ленінград, 1938); а також статей про художній фарфор. Роботи зберігаються в ДРМ (С.-Петербург), Музеї С.-Петербур. фарфор. з-ду, Музеї кераміки та «Садибі Кусково 18 ст.» (Москва). 
- Китайська таємниця / О. Я. Данько ; пер. з сьомого скороченного рос. вид. Г. Ткаченко, Р. Пономаренко. — Київ: Молодь, 1956. — 185 с.